# Stanislaw Schirin
Stanislaw Schirin (russisch Станислав Ширин; Stanislaw Schirin; * 21. September 1981 in Kuschwa, Oblast Swerdlowsk, UdSSR) ist ein russischer Theater- und Filmschauspieler.

## Leben
Schirin schloss die Russische Akademie für Theaterkunst 2011 ab und wirkte anschließend im Ensemble des Theaters auf Raushskaya mit. Zuvor konnte er bereits erste Erfahrungen im Filmschauspiel sammeln. Internationale Bekanntheit erlangte er 2017 durch die Rolle des Awgust Kuratow, des Antagonisten im Spielfilm Guardians.

## Filmografie (Auswahl)
- 2007: Web 1
- 2009: Capercaillie-2
- 2012: Abenteurer
- 2016: All About Man (Все о мужчинах)
- 2017: Mata Hari
- 2017: Guardians (Защитники)